# Italopodisma trapezoidalis
Italopodisma trapezoidalis är en insektsart som först beskrevs av Scott LaGreca 1966.  Italopodisma trapezoidalis ingår i släktet Italopodisma och familjen gräshoppor.

## Underarter
Arten delas in i följande underarter:
- I. t. trapezoidalis
- I. t. aprutiana
- I. t. curvula